# La Esmeralda, Coahuila
La Esmeralda är en ort i Mexiko.   Den ligger i kommunen Acuña och delstaten Coahuila, i den norra delen av landet, 1 100 km norr om huvudstaden Mexico City. La Esmeralda ligger 326 meter över havet och antalet invånare är 133.
Terrängen runt La Esmeralda är platt. Runt La Esmeralda är det mycket glesbefolkat, med 3 invånare per kvadratkilometer. Närmaste större samhälle är Ciudad Acuña, 8,6 km norr om La Esmeralda. Trakten runt La Esmeralda består i huvudsak av gräsmarker.